# Виљандима
Виљанди или Виљандима (ест. Viljandi maakond) је округ у републици Естонији, у њеном јужном делу. Управно средиште округа је истоимени град Виљанди.
Округ Виљанди је унутаркопнени округ у Естонији. Својом јужном границом је и гранични округ ка Летонији. На истоку се округ граничи са округом Тарту, на југоистоку са округом Валга, на западу са округом Пјарну, на северу са округом Јарва и на североистоку са Јигева.
Округ Виљанди спада у округе средње величине у Естонији са 4,3% становништва земље.

## Урбана насеља
- Виљанди
- Каркси-Нуја
- Вихма
- Абја-Палуоја
- Суре-Јани
- Мијасакјула